# Majstor i Margarita (roman)
Majstor i Margarita (rus. Ма́стер и Маргари́та) je roman Mihaila Afanasjeviča Bulgakova. Žanr romana je teško jednoznačno odrediti, jer je djelo mnogoslojno i sadrži u sebi mnoštvo elemenata žanrova kao što su: satira, farsa, fantastika, mistika, melodrama, filozofska alegorija. Prema sižeu romana napravljeno je mnoštvo kazališnih predstava i nekoliko filmova (u Srbiji, Poljskoj, Švicarskoj, Rusiji).
Roman (proučavatelji Bulgakovljevih djela "bulgakovedy" [rus. "булгаковеды"] nazivaju ga još "menipejom" i "slobodnom menipejom") Majstor i Margarita nije objavljen za autorova života. Prvi put je izdan tek 1966. godine, 26 godina nakon smrti Bulgakova, u skraćenoj časopisnoj verziji. Roman je stekao znatnu popularnost među sovjetskom inteligencijom i sve do službenog objavljivanja širio se u ručno pretiskanim primjercima. Supruga pisca, Jelena Sergejevna Bulgakova, tijekom svih tih godina uspjela je sačuvati rukopis romana.
Prema mnogobrojnim izvacima iz knjiga koji su se sačuvali jasno je da su kao izvor podataka za demonologiju za Bulgakova poslužili članci na tu temu iz Enciklopedijskog rječnika Brokgauza i Jefrona, knjiga Mihaila Orlova Istorija snošenij čeloveka s djavolom iz 1904. (hrv. Povijest odnosa čovjeka s vragom) i knjiga Aleksandra Amfiteatrova Djavol v byte, legende i v literature srednih vekov (hrv. Vrag u svakodnevnom životu, legendi i književnosti srednjeg vijeka).

## Siže
Sotona, koji se u djelu predstavlja kao Woland, stranstvuje svijetom sa samo njemu poznatim ciljevima, s vremena na vrijeme zaustavljajući se u raznim gradovima i naseljima. Za vrijeme proljetnog uštapa putovanje ga dovodi u Moskvu 30-ih godina prošlog stoljeća – na mjesto i u vrijeme kad nitko ne vjeruje u Sotonu, ni u Boga, negiraju postojanje Isusa Krista u povijesti. U Moskvi, istina, živi jedan čovjek, Majstor, koji je napisao roman o posljednjim danima Ješue Ha-Nocrija i rimskom prokuratoru Ponciju Pilatu koji ga je osudio na smrt; no i taj čovjek sada boravi u ludnici, kuda ga je doveo bojažljiv odnos prema vlastitom djelu, podvrgnutom oštroj kritici cenzora i suvremenika-književnika. Roman je spalio.
Za vrijeme putovanja Wolanda prati njegova svita: Korovjev, mačak Behemot, Azazello, Hella. Sve ljude, koji su došli u kontakt s Wolandom i njegovim suputnicima, progone kazne za njima svojstvene grijehe i slabosti: podmitljivost, alkoholizam, egoizam, lakomost, ravnodušnost, laž, grubost, imitaciju rada… često su te kazne, iako i natprirodne, logični nastavak samih prijestupa (npr. Nikanor Ivanovič Bosoj, koji je primio mito u rubljima od Korovjeva, zadržan je zbog špekulacije valutom, zato što su se ti rublji na magičan način pretvorili u dolare). Woland se zajedno sa svom svojom svitom seli u "zlosretni stan" u Sadovoj ulici – u stanu iz kojeg tijekom nekoliko godina nestaju ljudi (nestaju, istina, bez pomoći nadnaravnih sila, jer je opis tih tajanstvenih nestanaka aluzija Bulgakova na represiju tridesetih godina.).
Margarita, supruga "vrlo velikog specijalista", ljubavnica Majstora, koja je izgubila njegov trag nakon što je završio u ludnici, mašta samo o jednom – naći ga i vratiti. Nadu na ostvarenje te mašte Margariti daje Azazello – no ona mora Wolandu učiniti uslugu. Margarita tek kasnije pristaje na to, te se upoznaje s Wolandom i svom njegovom svitom. Woland je moli da postane kraljica bala koji on priređuje tu noć. U noći s petka na subotu započinje bal kod Sotone. Kao gosti na bal ne dolaze obični griješnici – na bal dolaze samo istinski, idejni zlikovci.
Djelatnici Narodnog komesarijata unutarnjih poslova SSSR (ime tog komesarijata se u romanu ne spominje) nastoje shvatiti nestanak "verhuške", kreme kazališta "Varijete", i, što je najvažnije, – podrijetlo valute u koju se na mističan način pretvorila sva gotovina u rubljima sakupljena u kasi kazališta. Tragovi brzo dovode istražitelje do "zlosretnog stana", više puta ga obilaze, no stalno ga zatiču pustog i zapečaćenog.
Druga sadržajna linija romana, koja se razvija paralelno s prvom — roman je koji je napisao sam Majstor. On govori o Ponciju Pilatu koji se nije odlučio da ustane protiv Sinedriona i spasi Ješuu Ha-Nocrija, osuđenog na smrt.
Na kraju romana se obje linije presijecaju: Majstor oslobađa junaka svojeg romana, i Poncije Pilat, koji se nakon smrti toliko vremena mučio na kamenom naslonjaču sa svojim odanim psom Bangom i koji je želio svo to vrijeme završiti prekinuti razgovor s Ješuom, napokon pronalazi spokoj i odlazi na beskrajno putovanje po mjesečevom putu zajedno s Ješuom. Majstor i Margarita pronalaze u zagrobnom životu "mir" koji im daje Woland (koji se razlikuje od "svjetla" koji se spominje u romanu — druge varijante zagrobnog života).

## Mjesto i vrijeme osnovnih događaja romana
Svi događaji u romanu (u osnovnom pripovijedanju) odvijaju se tridesetih godina u Moskvi, u svibnju, od srijede navečer do noći u nedjelju, pri čemu je na te dane bio uštap. Godinu u kojoj se odvija radnja je teško ustanoviti, jer u tekstu postoje proturječna ukazivanja na vrijeme – moguće da su namjerne, a moguće je da su posljedica nedovršene autorske korekture.
U ranim redakcijama (1929. – 1931.g.) radnja romana je premještena u budućnost, spominju se 1933., 1934. i čak 1943. i 1945. godina, događaji se odvijaju u različita godišnja doba – od početka svibnja do početka srpnja. Od samog početka autor je radnju smjestio u ljetno doba. No, da bi se držao osobite osnove pripovijedanja, vjerojatnije je da je vrijeme bilo premješteno s ljeta na proljeće (v. gl. 1 romana: "Jednom u proljeće…" I također: "Da, valja istaći prvu čudnovatost te strašne svibanjske večeri.").
U epilogu romana, uštap, za vrijeme kojeg se odvija radnja, nazvan je prazničnim, pri čemu se nameće verzija o tome da se pod praznikom ima u vidu Uskrs, najvjerojatnije – pravoslavni Uskrs. U tom slučaju radnja mora započeti u srijedu Velikog tjedna, 1. svibnja 1929. godine. Pristalice te verzije navode sljedeće argumente:
- 1. svibnja je Praznik rada, koji se osobito slavio u to vrijeme (pri tome se 1929. godine poklopio s Velikim tjednom, tj. s danima strogog posta). Primjećuje se neka gorka ironija u tome da Sotona dolazi u Moskvu upravo na taj dan. Osim toga, noć uoči 1. svibnja je Valpurgina noć, vrijeme godišnjeg vrzinog kola vještica na njemačkoj planini Brocken, otkuda je Sotona neposredno i došao.
- majstor u romanu je "čovjek od približno trideset i osam godina". Bulgakov je napunio trideset i osam 15. svibnja 1929. godine.

Slijedi, međutim, navesti da 1. svibnja 1929. godine mjesec nije bio u opadanju. Uskrsni uštap općenito nikada nije u svibnju. Osim toga, u tekstu je izravno navedeno kasnije vrijeme:
- u romanu se spominje trolejbus, pušten u promet na Arbatu 1934., a Sadovim prstenom – 1936.
- kongres arhitekata, koji se spominje u romanu, održao se u lipnju 1937. (I. kongres arhitekata SSSR-a).
- vrlo toplo vrijeme ustalilo se u Moskvi početkom svibnja 1935. (proljetni uštapi tada su pali na sredinu travnja i sredinu svibnja). 1935. odvija se radnja u ekranizaciji iz 2005.

Događaji u "Romanu o Ponciju Pilatu" odvijaju se u rimskoj provinciji Judeji za vrijeme vladavine cara Tiberija i namjesnika rimske vlasti Poncija Pilata, na dan uoči židovskog blagdana Pashe i zadnju noć, tj. 14–15 Nisana prema židovskom kalendaru. Na taj način je vrijeme radnje vjerojatno početak travnja 29. ili 30. godine n.e.

## Interpretacija romana
Postojala su mišljenja da se zamisao romana Bulgakovu pojavila nakon što je posjetio redakciju novina "Bezbožnik".
Također se primijetilo da u prvoj redakciji romana seansa crne magije datira 12. lipnja, kad je 1929. godine u Moskvi počeo prvi kongres sovjetskih ateista, s predavanjima Nikolaja Buharina i Jemeljana Gubeljmana (Jaroslavskog).
Postoji nekoliko mišljenja o tome na koji način treba interpretirati ovaj roman.

### Odgovor na borbenu ateističku propagandu
Jedno je od mogućih tumačenja romana - odgovor Bulgakova pjesnicima i piscima koji su, po njegovu mišljenju, u Sovjetskoj Rusiji stvorili propagandu ateizma i negiranje postojanja Isusa Krista kao povijesne ličnosti, naročito kao odgovor na antireligiozne stihove Demjana Bijednog u novinama "Pravda".
Kao posljedica sličnih djelovanja borbenih ateista roman je postao odjek, prijekor. Nije slučajno da u romanu, kako u moskovskom dijelu, tako i u hebrejskom, postoji svojevrsno karikaturno opravdanje lika đavola. Nije slučajna prisutnost likova iz europske demonologije - kao protuteža negiranju postojanja Boga u SSSR-u.
Đakon Andrej Kurajev smatra "pilatovska poglavlja" bogohulnima, no savjetuje da se takvim ne smatra cijeli roman. Prema njegovu mišljenju, lik Ješue, kojeg je nadahnuo Woland i opisao majstor, - parodija je ateističke (i tolstojevske) predodžbe o "sladunjavom Isusu", koja pokazuje da je autor sličnih sovjetskih ateističkih brošura - sotona (Woland). U knjizi "Master i Margarita": za Hrista ili protiv?" Kurajev uspoređuje završnu varijantu romana s početnom, ukazujući na to da je u ranijim verzijama upravo Woland istupao u ulozi autora romana, dok je majstor bio uveden u roman značajno kasnije.
Kurajev naziva roman u romanu (jeruzalemsku priču) "Evanđeljem od sotone". Doista, u ranim redakcijama romana prvo poglavlje wolandovske pripovijesti nazivalo se "Evanđelje od Wolanda" i "Evanđelje od đavola" (uzgred budi rečeno, u prvim redakcijama Bezdomnome se u bolnici javio te dokazivao jeruzalemsku priču sam Woland, a ne majstor; također, u ranoj redakciji Bezdomni mu, zapanjen upućenošću Wolanda o događajima u Jeruzalemu, predlaže: "A vi napišite svoje Evanđelje", na što je Woland odgovorio: "Evanđelje od mene? Hi-hi... To je zanimljivo"). Doista, u wolandovskoj jeruzalemskoj priči očito je anti-evanđeljsko i otvoreno talmudsko izlaganje života Krista ("Ješua Ha-Nocri" - ime Krista u Talmudu); negiranje rođenja u Betlehemu, podrijetla od cara Davida, ulaska u Jeruzalem na mladom magarcu, općenito negiranje božanstvenosti Isusa Krista i odnosa starozavjetnih proročanstava upravo k Njemu - osnovne točke talmudskog pripovijedanja o Kristu; oni su očiti, npr. u stvaralaštvu Demjana Bijednog, u čemu se može vidjeti parodija i demaskiranje sovjetske antikršćanske propagande.
S druge strane, Kurajev piše:
| „                                                           | U određenom smislu, Krist je bio upravo takav kao bulgakovski Ješua Ha-Nocri iz "Majstora i Margarite". Takav je bio "imidž" Krista, takav je ostavljao On dojam na gomilu. I s tog gledišta je roman Bulgakova genijalan: on pokazuje vidljivu vanjsku stranu velikog događaja - dolaska Krista Spasitelja na Zemlju, razotkriva skandaloznost Evanđelja zato što doista, potrebno je imati izvanredan dar Blagoslova, učiniti istinsko djelo Vjere da bi u toj prašnjavoj lutalici bez diplome o višem rabinskom obrazovanju prepoznali Boga | ” |
| — A.V. Kurajev, "Master i Margarita": za Hrista ili protiv" | |   |

### Hermetičko tumačenje romana
Postoji tzv. hermetičko tumačenje romana u kojem se ukazuje na sljedeće:
Jedna je od osnovnih ideja da je zlo (sotona) neodvojivo od našeg svijeta, jer se dobro ne može zamisliti bez tame. Sotona (kao i dobro načelo - Ješua Ha-Nocri) živi prvenstveno u ljudima.
Ješua nije uspio shvatiti izdaju Jude (bez obzira na Poncijeve aluzije) zato što je u ljudima vidio samo dobro. I nije se mogao zaštititi zato što nije znao od čega i kako.
Osim toga, u navedenom tumačenju postoji tvrdnja da je Bulgakov na svoj način protumačio ideje L.N. Tolstoja o neprotivljenju zlu silom, uvodeći u roman upravo takav lik Ješue.

### Masonsko tumačenje romana
Višekratno se spominjalo u različitim istraživanjima da siže romana obiluje masonskim simbolima, dovoljno često se slaže s elementima ritualne prakse masona, koji, kako se utvrđuje, počinju od misterija drevnog Egipta i drevne Grčke, i to pokazuje određeno znanje Mihaila Bulgakova o masonstvu Mihail Bulgakov koji je mogao uzeti i pokazati slično znanje od svojeg oca Afanasija Bulgakova, iz njegovog rada "Sovremennoje Frankmasonstvo".
Samo tumačenje je sadržano u skrivenim alegorijskim oblicima pripovijedanja. Bulgakov pruža nešto povezano s masonstvom u nejasnom, ne javnom i poluskrivenom obliku. Npr. preobrazba pjesnika Bezdomnog iz neprosvijećene osobe u osobu obrazovanu i uravnoteženu, koja je pronašla sebe i koja je upoznala nešto veće od pisanja loših stihova antireligiozne tematike. Tome pridonosi susret s Wolandom koji je svojevrsno polazište u potragama pjesnika, njegovu prolaženju iskušenja i susretu s Majstorom, koji mu postaje duhovni učitelj.
Majstor predstavlja lik majstora masona koji je završio sve etape masonskog posvećivanja. Sada je on učitelj, vodič za one koji traže Svijet znanja i istinske duhovnosti. On je autor duhovnog rada o Ponciju Pilatu koji je suodnosan sa zidarskim radom koji vrše masoni u hodu svoje spoznaje Kraljevske Umjetnosti. On o svemu sudi staloženo, ne dozvoljavajući emocijama da ga pobijede i vrate u neprosvijećeno stanje čovjeka-laika.
Margarita prolazi inicijaciju u jednu od misterija. Sav opis događaja, ti likovi koji se nalaze u izmjenjivanju događaja posvećivanja Margarite, sve govori o jednom od helenističkih kultova, prvenstveno o Dionizijskim misterijima, jer je Satir jedan od svećenika koji vrši alkemijsko spajanje vode i vatre, kojim se uvjetuje završetak posvećivanja Margarite. U stvari, prošavši Veliki krug misterija, Margarita postaje učenica i dobiva mogućnost proći Mali krug misterija zbog kojeg je i pozvana na Wolandov Bal. Na Balu se podvrgava mnoštvu iskušenja, što je tako svojstveno ritualima posvećivanja masoná. Nakon završetka istih Margariti je rečeno da su je iskušavali i da je prošla iskušenja. Završetak Bala predstavlja večera uz svijeće, u krugu bliskih prijatelja. To je vrlo karakteristični simbolični opis "Bijele trpeze" (agape) masona. Uzgred budi rečeno, žene mogu biti članovi masonskih loža, no samo ženskih ili mješovitih, kao što je Le Droit Humain.

### Filozofsko tumačenje
Osnovna je ideja - neminovnost kazne za djela. Nije slučajno da zagovornici ovog tumačenja ukazuju na to da jedno od centralnih mjesta u romanu zauzimaju djela Wolandove svite do bala, kada se kažnjavaju podmitljivci, bludnici i drugi negativni likovi, te sam sud Wolanda, kada će svatko dobiti po njegovoj vjeri.

### Tumačenje Aleksandra Zerkalova
Postoji originalno tumačenje romana koji je predložio pisac fantastike i književni kritičar Aleksandr Zerkalov-Mirer u knjizi "Etika Mihaila Bulgakova" (izdana 2004.). Prema Zerkalovu, Bulgakov je u romanu zamaskirao "ozbiljnu" satiru karaktera staljinskog vremena, što je bez dešifriranja bilo jasno prvim slušateljima romana kojima je čitao sam Bulgakov. Prema njegovu mišljenju, Bulgakov se nakon zajedljivog "Psećeg srca" jednostavno nije mogao spustiti do satire u stilu Iljfa-Petrova. Međutim, nakon događaja oko "Psećeg srca" Bulgakov je bio prisiljen pažljivije maskirati, razmještajući svojevrsne "bilješke" za ljude koji su ih razumjeli. Vrijedi primijetiti da su u ovom tumačenju neki dijelovi koji se ne podudaraju i koji su nejasni dobili vjerodostojno objašnjenje. Nažalost, Zerkalov je rad ostao nedovršen.

### A. Barkov:Majstor i Margarita– roman oM. Gorkom
U skladu sa zaključcima književnog kritičara A. Barkova Majstor i Margarita je roman o Maksimu Gorkom, koji prikazuje slom ruske kulture nakon Oktobarske revolucije, pri čemu je u romanu prikazana ne samo stvarnost sovjetske kulture u Bulgakovo doba i književne sredine na čelu s proslavljenim u sovjetskim novinama "majstorom socijalističke književnosti" Gorkim, kojeg je na pijedestal postavio Lenjin, no i događaji Oktobarske revolucije  i čak ruska revolucija 1905. godine. Prema Barkovu, kao prototip majstora je poslužio Maksim Gorki, Margarite - njegova supruga, umjetnica MHAT-a Marija Andrejeva, Wolanda - Lenjin, Latunskog i Semplejarova - Lunačarski, Levija Mateja - Tolstoj, kazališta Varijete - MHAT.
Barkov uvjerljivo razotkriva sustav likova, jasno upućujući na prototipove likova i vezu između njih u životu. Što se tiče osnovnih likova, upućuje se na sljedeće:
- Majstor:

1) Tridesetih godina prošlog stoljeća titula "majstor" u sovjetskoj publicistici i novinama čvrsto se vezala uz Maksima Gorkog, za što Barkov navodi primjere iz periodike. Titulu "majstor" kao utjelovljenje višeg stupnja tvorca epohe socrealizma, pisca koji je sposoban izvršiti bilo kakvu ideološku narudžbu, uveli su i promicali Nikolaj Buharin i Lunačarski.
2) U romanu se često ukazuje na godinu događaja - 1936. Oštro proturječi s određenim ukazivanjem na svibanj kao vrijeme pripovijedanja, u odnosu na smrt Berlioza i majstora u romanu jasno se upućuje na lipanj (čipkasta sjena akacija, tek zazelenjele lipe, u ranijim redakcijama spominjale su se jagode). Štoviše, fraze Wolanda ukazuju na drugi mladi mjesec svibanjsko-lipanjskog razdoblja koje je 1936. godine palo na 19. lipanj. To je dan kad se cijela zemlja opraštala od Maksima Gorkog koji je umro dan ranije. Tama koja prekriva grad (i Jeruzalem i Moskvu) je opis onoga što se dogodilo taj dan, 19. lipnja, pomrčina sunca (stupanj prekrivenosti diska sunca u Moskvi je iznosila 78%) je bila popraćena snižavanjem temperature i jakim vjetrom (s noći na taj dan u Moskvi je bilo jako nevrijeme), kada je tijelo Gorkog bilo izloženo u Kolonnoj dvorani Kremlja. Roman također sadrži detalje njegova pokopa (dvorana, iznošenje tijela kod Kremlja (Aleksandrovski vrt) i dr.) (Detalji su nedostajali u ranijim redakcijama; pojavili su se nakon 1936. godine.)
3) Roman koji je napisao "majstor", koji predstavlja otvoreno talmudsko (i izazovno anti-evanđeljsko) izlaganje života Krista, parodija je ne samo stvaralaštva i uvjerenja Gorkog, nego i Tolstoja, a također razotkriva uvjerenja cijele sovjetske antireligiozne propagande. Suvišno je napominjati pod čijim utjecajem je napisan roman "majstora".
- Margarita:

1) "gotska vila" Margarite (adresa se lako čita iz teksta romana - ulica Spiridonovka) je stan Savve Morozova s kojim je do 1903. godine živjela Marija Andrejeva, umjetnica MHAT-a i marksistica, ljubavnica Morozova, kojoj je on davao ogromne iznose koje je koristila za potrebe partije Lenjina. Andrejeva je od 1903. godine bila u građanskom braku s Gorkim.
2) 1905. godine, nakon samoubojstva Morozova, Andrejeva je dobila policu osiguranja Morozova na svoje ime u iznosu od 100 tisuća rubalja, od kojih je 10 tisuća dala Gorkom za isplatu njegovih dugova, a ostalo je dala za potrebe RSDRP-a, Ruske socijaldemokratske radničke partije, (u romanu majstor nalazi "u košari s prljavim rubljem" "obveznicu" po kojoj osvaja sto tisuća rubalja (s pomoću kojih počinje "pisati svoj roman", tj. razvija značajnu književnu karijeru), a od njih 10 tisuća predaje Margariti.
3) Peterokatnica sa "zlosretnim stanom" u svim redakcijama je imala predrevolucionarnu opću numeraciju Sadovog prstena što ukazuje na događaje prije revolucije. "Zlosretni stan" se u romanu isprva označavao brojem 20, a ne 50. Prema geografskim oznakama prvih redakcija romana to je stan № 20 u ulici Vozdviženka, dom 4, gdje su za vrijeme revolucije 1905. godine živjeli Gorki i Andrejeva, gdje se nalazila baza za obuku naoružanih boraca-marksista koju je organizirala Andrejeva, i gdje je Gorkog i Andrejevu nekoliko puta posjetio Lenjin (o nekoliko njegovih posjeta u tom stanu 1905. godine govori memorijalna tablica na zgradi: ulica Vozdviženka, 4). Ovdje se nalazila "kućna pomoćnica" "Nataša" (partijski nadimak jedne od suradnica Andrejeve). Također se tu odigrala epizoda s pucanjem kad je jedan od boraca, baveći se oružjem, probio zid u susjedni stan (epizoda s pucnjem Azazella).
4) Muzej koji se spominje u monologu majstora u pogledu njegove žene (- Bili ste oženjeni? - Pa da, eto, ne mogu se sjetiti... s tom ... Varenjkom, Manečkom ... ne, Varenjkom ... u prugastoj haljini, muzej") upućuje na rad Gorkog i Andrejeve u godinama nakon revolucije u komisiji za izbor muzejskih vrijednosti za prodaju u inozemstvo; Andrejeva je podnijela izvještaj o prodaji muzejskih dragocjenosti u Berlin osobno Lenjinu. Imena koja je spomenuo majstor (Manečka, Varenjka) upućuju na stvarne žene Gorkog - Mariju Andrejevu, Varvaru Šajkevič i Mariju Zakrevsku-Benkendorf.
5) Falernsko vino spomenuto u romanu upućuje na talijansku oblast Napulj-Salerno-Capri, tijesno povezanoj s biografijom Gorkog, gdje je on proveo nekoliko godina života, i gdje je Gorkog i Andrejevu višekratno posjetio Lenjin, a također na djelatnost caprijske škole boraca RSDRP-a, u čijem je radu aktivno sudjelovala Andrejeva koja je često boravila na Capriju. Na to upućuje i tama koja je došla upravo sa Sredozemnog mora (uzgred budi rečeno, pomrčina sunca 19. lipnja 1936. godine doista je počela nad Sredozemnim morem i prošla je cijelim teritorijem SSSR-a sa zapada na istok).
- Woland - njegov prototip iz stvarnog života je Lenjin, koji je osobno sudjelovao u odnosu Andrejeve i Gorkog, tj. iskoristio Andrejevu da utječe na Gorkog.

1) Majstora i Margaritu ženi Woland na velikom balu - 1903. godine (nakon upoznavanja Andrejeve s Gorkim) Lenjin je u Ženevi osobno dao naredbu Andrejevoj da još tješnje uvuče Gorkog u rad RSDRP-a.
2) Na kraju romana Woland sa svitom stoji na zgradi doma Paškova, carujući nad njom. To je zgrada Državne biblioteke "V.I. Lenjin", čiji je značajni dio ispunjen radovima Lenjina (u ranim redakcijama Woland, objašnjavajući razlog svog dolaska u Moskvu, umjesto da spominje radove Silvestra II., govori: "Ovdje je u državnoj biblioteci velika zbirka radova iz crne magije i demonologije").
Na taj način je, prema A. Barkovu, u romanu prikazana priprema i provođenje Oktobarske revolucije, kulturni prevrat kontinentalnog značaja (i kozmičkog utjecaja), Lenjinovo stvaranje nove sovjetske kulture, ustoličenje na kulturni pijedestal Gorkog, a također suton, propast (fizička i duhovna) Maksima Gorkog.

## Likovi

### Moskva30-ih godina

#### Majstor
Profesionalni povjesničar, koji je osvojio veliku svotu na lutriji i koji je dobio mogućnost da se okuša kao književnik. Postavši piscem, mogao je napisati genijalni roman o Ponciju Pilatu i Ješui Ha-Nocriju, no pokazao se kao čovjek koji nije prilagođen epohi u kojoj je živio. Kolege koji oštro kritiziraju njegovo djelo dovode ga u očaj. Nigdje u romanu se ne spominje njegovo ime i prezime, na izravna pitanja o tome on se uvijek odbija predstaviti, govoreći: "Nećemo o tome". Poznat je samo pod nadimkom "majstor" koji mu je dala Margarita. Sam se smatra nedostojnim takvog imena, smatrajući ga hirom voljene. Majstor je osoba koja je postigla najveći uspjeh u nekoj djelatnosti, pa ga je možda zato odbacio svijet koji nije u stanju vrednovati njegov talent i sposobnosti. Majstor, glavni junak romana, piše roman o Ješui i Pilatu. Majstor piše roman interpretirajući događaje na svoj način, bez čuda i snage blagoslova - kao kod Tolstoja. Majstor je razgovarao s Wolandom - sotonom, svjedokom, po njegovim riječima, događaja koji se opisuju u romanu.
"S balkona je oprezno virio u sobu obrijani, tamnokosi, oštra nosa, nemirnih očiju i s čuperkom kose koja je padala na čelo, čovjek od približno trideset i osam godina."

#### Margarita
Supruga poznatog inženjera, lijepa, materijalno osigurana, no dosađuje se u braku, pati zbog ispraznosti svojeg života. Slučajno se susrevši s Majstorom na ulicama Moskve, zavoljela ga je na prvi pogled, strastveno povjerovala u uspjeh njegovog romana, prorekla mu slavu. Kada je Majstor odlučio spaliti svoj roman, uspjela je spasiti samo nekoliko stranica. Zatim sklapa sporazum s vragom i postaje kraljica sotonskog bala kojeg priređuje Woland da bi vratila svog nestalog Majstora.
Margarita je simbol ljubavi i požrtvovnosti u ime drugog čovjeka. Da se roman preimenuje, ne koristeći simbole, njegov naslov bi bio "Stvaranje i Ljubav".

#### Woland i njegova svita
Sotona, koji je posjetio Moskvu kao strani profesor crne magije, "povjesničar". Prilikom prvog pojavljivanja u romanu pripovijeda prvo poglavlje iz romana o Ješui i Pilatu.
Vanjski izgled: nosio je obično sovjetsko odjelo, skupe inozemne cipele, crni plašt, uvijek je nosio štap s crnom drškom u obliku pudličine glave, jedno oko mu je zeleno, drugo - crno, usta nakrivljena zbog ožiljka, pušio je lulu i stalno nosio sa sobom tabakeru.
- Fagot (Korovjev)

Cijelo vrijeme je hodao u ružnoj odjeći kockastog uzorka i nosio cvikere s jednim cijelim i jednim napuklim staklom. U svojem pravom obliku je vitez koji je kažnjen time da stalno bude u sotoninoj sviti zbog toga što je jednom izrekao neuspio kalambur o svjetlu i tami.
Korovjov-Fagot unekoliko nalikuje na fagot - tanki dugački instrument, složen na tri puta. Štoviše, fagot je instrument koji ima i dubok i visok registar, bas ili diskant. Ako se pogleda ponašanje Korovjeva, tj. promjene njegovog glasa, jasno se vidi još jedan simbol u imenu. Bulgakovski je lik mršav, visok i varljive poniznosti, spreman je trostruko se poniziti pred sugovornikom (da bi mu zatim mirno napakostio).
U liku Korovjeva (i njegova odanog suputnika Behemota) jake su tradicije narodne kulture smijeha, ti likovi čuvaju tijesnu genetičku vezu s junacima pikarskog romana svjetske književnosti.
Postoji mogućnost da su imena likova Wolandove svite povezana s hebrejskim jezikom. Npr., Korovjev (na hebrejskom "karov" - blizak, tj. povjerljiva ličnost), Behemot (na hebrejskom "begema" - podlac), Azazello (na hebrejskom "azazel" - demon).
- Azazello

Demon-ubojica s odbojnom vanjštinom. Prototip tog lika je pali anđeo Azazel (u židovskim religijama - koji je kasnije postao demon pustinje), - spominje se u apokrifnoj knjizi proroka Henoka-, jedan od anđela čija su djelovanja na zemlji isprovocirala gnjev Boga i Veliki potop.
Također, Azazel je demon koji je dao muškarcima oružje, a ženama - kozmetiku, ogledala. Nije slučajno da on odlazi Margariti da joj da kremu.
- Mačak Behemot

Šaljiv i nemiran duh, prikazan kao gigantski mačak koji hoda na zadnjim šapama i kao debeo građanin čije lice podsjeća na mačka. Prototip ovog lika je istoimeni demon Behemoth, demon proždrljivosti i raskalašenog života koji umije preuzimati oblike mnogih velikih životinja. U svom istinskom obliku Behemot je mršavi mladić, demon-paž.
Ljubov Belozjorska (druga supruga M.A. Bulgakova) je pisala o kujici Buton, nazvanoj u čast Molièrove sluge. "Ona je čak objesila na ulaznim vratima pod ceduljom Mihaila Afanasjeviča drugu cedulju na kojoj je bilo napisano: "Buton Bulgakov"". To je stan u Boljšoj Pirogovskoj. Tamo je Mihail Afanasjevič započeo s radom nad "Majstorom i Margaritom".
- Hella

Vještica i vampirica koja zbunjuje sve posjetitelje (tj. ljude) navikom da na sebi ne nosi praktički ništa. Ljepotu njezina tijela kvari samo crvena brazgotina na vratu. U sviti Wolanda ima ulogu sobarice. Woland, preporučivši Hellu Margariti, govori da nema te usluge koju ne bi učinila.

#### Mihail Aleksandrovič Berlioz
Predsjednik MASSOLIT-a (izmišljena organizacija; ovu skraćenicu se može dešifrirati kao "Moskovskaja associacija literatorov", "Masterskaja (Mastera) Socialističeskoj Literatury", Massovaja literatura"), književnik, načitan, obrazovan i osoba koja se prema svemu odnosi skeptički. Živio je u "zlosretnom stanu" u Sadovoj 302 bis, kuda se kasnije za vrijeme boravka u Moskvi doselio Woland. Poginuo je ne povjerovavši Wolandovu predviđanju o svojoj iznenadnoj smrti.
Bila mu je određena najsurovija kazna. Za ateizam, koji je pokazao za vrijeme prvog razgovora s Wolandom, njegova se glava našla na balu sotone, tamo je bila opovrgnuta njegova teorija te dokazano postojanje vraga, a time i Boga. Nakon toga, u skladu s njegovom teorijom, Berlioz ne odlazi u pakao ili u raj, nego u ne-bitak.

#### Ivan Nikolajevič Ponirjov (Bezdomni)
Pjesnik, član MASSOLIT-a. pravo prezime mu je Ponirjov (rus. Понырёв). Napisao je antireligioznu poemu, te je jedan od prvih junaka (zajedno s Berliozom) koji su susreli Korovjova i Wolanda. Završivši u ludnici, prvi je upoznao Majstora. Zatim se izliječio, prestao baviti poezijom i postao profesor Instituta za povijest i filozofiju.

#### Stjepan Bogdanovič Lihodejev
Direktor Varijetea, Berliozov susjed, također živi u "zlosretnom stanu" u Sadovoj ulici. Neradnik, ženskar i pijanica.
Zbog "službenog neslaganja" Wolandovi pomagači su ga teleportirali na Jaltu.

#### Nikanor Ivanovič Bosoj
Predsjednik stambene zajednice u Sadovoj ulici, gdje se naselio Woland za vrijeme boravka u Moskvi. Pohlepan je, dan prije je uzeo sredstva iz blagajne stambene zajednice.
Korovjov je s njim sklopio dogovor za najam stana i dao mito: "kako je naknadno tvrdio predsjednik", "svežanj je sam kliznuo u njegovu torbu". Zatim je Korovjov prema Wolandovom nalogu pretvorio rublje u dolare i u ime jednog od susjeda javio o skrivenoj valuti u NKVD.
Trudeći se nekako opravdati, Bosoj je priznao uzimanje mita i dao izjavu o sličnim prijestupima svojih pomoćnika, što je dovelo do uhićenja svih članova stambene zajednice. Zbog daljnjeg ponašanja na saslušanju poslali su ga u psihijatrijsku bolnicu gdje je imao mȍre o zahtjevima da preda valutu koju ima kod sebe.

#### Ivan Saveljevič Varenuha
Administrator Varijetea. Pao je u šake Wolandove bande kada je nosio u NKVD telegrame Lihodejeva koji je završio na Jalti. Za kaznu za "laganje i grubost na telefonu" Hella ga je pretvorila u vampira-potkazivača. Nakon bala ponovno je pretvoren u čovjeka i pušten. Nakon završetka svih događaja opisanih u romanu, Varenuha je postao blažim, pristojnijim i poštenijim čovjekom.
Zanimljivost: kazna Varenuhe je bila "osobna inicijativa" Azazella i Behemota.

#### Grigorij Danilovič Rimski
Financijski direktor Varijetea. Bio je potresen napadom Helle i Varenuhe toliko da je u potpunosti posijedio, a zatim je htio bježati iz Moskve. Na saslušanju u NKVD-u zamolio je da ga "sakriju u blindiranu sobu".

#### Žorž Bengalski
Konferansije Varijetea. Svita Wolanda ga je okrutno kaznila: otrgnuli su mu glavu zbog neuspjelih komentara koje je izgovorio za vrijeme predstave. Nakon što su mu vratili glavu na mjesto, nije mogao doći k sebi i završio je u klinici profesora Stravinskog. Figura Bengalskog je jedna od mnogih satiričnih figura čiji je cilj kritika sovjetskog društva.

#### Vasilij Stepanovič Lastočkin
Knjigovođa Varijetea. Dok je vraćao blagajnu, otkrivao je tragove Wolandove svite u ustanovama u kojima se nalazio. Za vrijeme vraćanja blagajne neočekivano je otkrio da se novac pretvorio u stranu valutu.

#### Prohor Petrovič
Predsjednik scenske komisije Varijetea. Mačak Behemot ga je privremeno oteo, ostavivši na njegovom radnom mjestu prazno odijelo zbog toga što je vršio, njemu neprimjerenu, službu.

#### Maksimilijan Andrejevič Poplavski
Kijevski ujak Berlioza koji je maštao da živi u Moskvi. Behemot ga je pozvao u Moskvu na pokop, međutim, po dolasku ga je nije toliko brinula smrt pokojnika koliko stan koji je ostao iza njega. Prognao ga je Behemot, a izbacio Azazello, s instrukcijama da se vrati nazad u Kijev.

#### Andrej Fokič Sokov
Bifedžija Varijetea kojeg je Woland iskritizirao za nekvalitetnu hranu koja se posluživala u bifeu. Uštedio je više od 249 tisuća rubalja na nabavci proizvoda "drugorazredne svježine" i drugim zlouporabama službenog položaja. Dobio je od Korovjova obavijest o svojoj smrti od raka jetre za 9 mjeseci, kojemu je, za razliku od Berlioza, povjerovao, te je poduzeo sve potrebne mjere da ga spriječi, što mu, naravno, nije pomoglo.

#### Profesor Kuzmin
Doktor koji je pregledao Sokova. Posjetio ga je Azazello koji se prvo pretvorio u "velikoga vrapca", zatim u medicinsku sestru s "muškim ustima". Uz očit liječnički talent imao je manu - pretjeranu nepovjerljivost, za što ga je Azazello i kaznio - laganim pomračenjem uma.

#### Nikolaj Ivanovič
Susjed Margarite s donjeg kata. Margaritina kućna pomoćnica Nataša pretvorila ga je u nerast i u takvom obliku je "vrbovan kao prijevozno sredstvo" za bal kod Sotone. Uzrok kazne - pohota. Na molbu Margarite bilo mu je oprošteno, no do kraja života je žalio zbog takvog oprosta jer - bolje je biti nerast ispod nage Nataše nego trpjeti do kraja života dosadnu ženu.

#### Nataša
Margaritina kućna pomoćnica koja se po vlastitoj želji pretvorila u vješticu za vrijeme Wolandova posjeta Moskvi.

#### Alojzij Mogarič
Majstorov poznanik koji je napisao o njemu lažnu prijavu radi prisvajanja stambenog prostora. Svita Wolanda ga je izgnala iz novog stana. Nakon Wolandova suda u rastresenom stanju je napustio Moskvu, no, prenuvši se negdje u Vjatki, vratio se. Zamijenio je Rimskog na dužnosti findirektora Varijetea. Mogaričev rad na toj dužnosti donio je puno patnji Varenuhi.

#### Anuška
Profesionalna špekulantica. Razbila je bocu suncokretova ulja kod obrtaljke što je bio razlog smrti Berlioza. Strana je podudarnost da je živjela u susjedstvu "zlosretnog stana". Kasnije joj je Azazello zaprijetio zbog krađe dijamantne potkove koju je Woland poklonio Margariti za sjećanje na posljednji susret (dijamant je bio vraćen Margariti).

#### Frida
Grešnica pozvana na Wolandov bal. Nekoć je ugušila neželjeno dijete maramicom i zakopala, za što je trpjela kaznu posebne vrste - svaku noć joj je sobarica ostavljala na noćnom ormariću tu istu maramicu (koliko god da se trudila riješiti je se dan prije). Margarita je primijećuje na balu i obraća joj se osobno (predlaže joj da se napije i sve zaboravi), što kod Fride budi nadu za oprost. Nakon bala dolazi vrijeme da Margarita izgovori svoju jedinu glavnu molbu Wolandu, radi koje je dala u zalog svoju dušu i postala kraljica sotonskog bala. Margarita ocjenjuje svoje zanimanje za Fridu kao neoprezno pobuđivanje nade da će je izbaviti od vječne kazne, ona pod utjecajem osjećaja žrtvuje u korist Fride svoje pravo na jedinu molbu.

#### Barun Majgel
Djelatnik NKVD-a koji je određen da špijunira Wolanda, predstavlja se kao namještenik Scenske komisije koji radi kao upoznavatelj stranaca sa znamenitostima prijestolnice. Ubijen je na balu kao žrtva, njegovom je krvlju napunjena čaša Wolanda.

#### Arčibald Arčibaldovič
Direktor restorana "Dom Gribojedova", grozan upravitelj i čovjek s fenomenalnom intuicijom. Ekonomičan je i, po običaju sustava društvene prehrane, nepošten. Autor ga uspoređuje s kapetanom koji mora posljednji napustiti brod u plamenu.

#### Arkadij Apolonovič Semplejarov
Predsjednik "Akustičke komisije moskovskih scena". U Varijeteu, na seansi crne magije, Korovjov razotkriva njegove ljubavne pustolovine.

### Jeruzalem, I. st. n.e.

#### Poncije Pilat
Peti prokurator Judeje u Jeruzalemu, okrutan i vlastan čovjek, koji je unatoč tome osjećao simpatiju prema Ješui za vrijeme njegova saslušanja. Trudio se zaustaviti uhodani mehanizam pogubljenja za uvredu cezara, no nije uspio, te se zbog toga kajao čitav život. Patio je od jake migrene od koje ga je izbavio Ješua za vrijeme saslušanja.

#### Ješua Ha-Nocri
Putujući filozof iz Nazareta kojeg opisuje Woland na Patrijaršijskim ribnjacima, a također i majstor u svojem romanu, te kojeg uspoređuju s likom Isusa Krista. Ime Ješua Ha-Hocri na hebrejskom znači Isus (Ješua ישוע) iz Nazareta (Ha-Nocri הנוצרי). Međutim, ovaj lik se značajno razlikuje od biblijskog prototipa. Karakteristično je što govori Ponciju Pilatu, da je Levi Matej nepravilno zapisao njegove riječi i da će "ta pomutnja trajati još dugo vremena". Pilat: "A što si ti, ipak, govorio o hramu gomili na trgu?" Ješua: "Ja sam, hegemone, govorio da će se srušiti hram stare vjere i da će nastati novi hram istine. Rekao sam tako da bude razumljivije." Humanist koji negira protivljenje zlu nasiljem.

#### Levi Matej
Jedinstveni sljedbenik Ješue u romanu. Pratio je svog učitelja do same smrti, a zatim ga je skinuo s križa da bi ga pokopao. Također je imao namjeru ubiti Ješuu da ga spasi od muka na križu, no na kraju nije uspio. Na kraju romana dolazi Wolandu (šalje ga Ješua) s molbom da podari mir Majstoru i Margariti.

#### Josip Kaifa
Judejski prvosvećenik, glava Sinedriona, osudio je Ješuu na smrt.

#### Juda iz Kiriata
Mladi žitelj Jeruzalema koji je predao Ješuu u ruke Sinedriona. Poncije Pilat, koji je trpio zbog svojeg sudjelovanja u pogubljenju Ješue, organizirao je tajno ubojstvo Jude zbog osvete.

#### Mark Štakoraš
Centurion, Pilatov stražar, unakažen u borbi s Germanima, ispunjava obveze sprovodnika i neposredno vodi pogubljenje Ješue i još dvojice prijestupnika. Kad je na gori počela oluja, pribio je Ješuu i druge prijestupnike da bi mogao napustiti mjesto kazne.
Druga verzija glasi da je Poncije Pilat naredio da se osuđenici pribiju (što ne dopušta zakon) da bi im olakšao muke.

#### Afranij
Načelnik tajne službe, Pilatov suborac. Vodio je Judino dovođenje i izvršenje ubojstva, te je podmetnuo novac dobiven za izdaju u rezidenciju prvosvećenika Kaife.

#### Niza
Stanovnica Jeruzalema, Afranijeva agentica koja se pretvara da je Judina ljubavnica da bi ga po Afranijevom nalogu namamila u klopku.

## Verzije

### Prva redakcija
Vrijeme početka rada na romanu Bulgakov označava u raznim rukopisima kao 1928. ili 1929. godinu. U prvoj redakciji roman je imao nazive kao "Crni mag" (rus. "Чёрный маг"), "Kopito inženjera" (rus. "Копыто инженера"), "Žongler s kopitom" (rus. "Жонглёр с копытом"), "Sin V." (rus. "Сын В."), "Turneja" (rus. "Гастроль"). Prvu redakciju "Majstora i Margarite" uništio je sam autor 18. ožujka 1930. godine nakon što je dobio obavijest o zabrani komada "Moliere" (rus. "Кабала святош" ili "Magija prijetvornika"). Bulgakov je napisao u pismu vladi: "I osobno sam ja, svojim rukama, bacio u peć prvi nacrt romana o đavolu ...". 
Rad nad romanom obnovio je 1931. godine. Za roman je napravio skice, pri čemu su se već spominjali "Margarita" i njezin, tada još bezimeni pratilac - budući "Majstor", a "Woland" je dobio svoju obijesnu svitu.

### Druga redakcija
Druga redakcija, stvarana do 1936., imala je podnaslov "Fantastični roman" i varijante naslova "Veliki kancelar", "Sotona", "Evo i mene", "Crni mag", "Kopito inženjera".

### Treća redakcija
Treća redakcija, započeta u drugoj polovici 1936. godine, u početku se nazivala "Knez tame", no već 1937. godine pojavio se naslov Majstor i Margarita. Dne 25. lipnja 1938. godine pretiskan je puni tekst (tiskala ga je O. S. Bokšanskaja, sestra J. S. Bulgakove). Autorska korektura trajala je gotovo do same smrti pisca, Bulgakov ju je završio na Margaritinoj frazi: "Pa onda znači da iza lijesa idu književnici?"...

## Povijest izdavanja romana
Za života je autor u svojem domu čitao pojedine odlomke bliskim prijateljima. Dosta kasnije, 1961. godine, filolog A.Z. Vulis pisao je rad o sovjetskim satiričarima i sjetio se pomalo zaboravljenog autora "Zojkinog stana" i "Crvenog otoka". Vulis je saznao da je njegova udovica živa i uspostavio je s njom kontakt. Nakon prvotnog razdoblja nepovjerenja, Jelena Sergejevna mu je dala da pročita rukopis "Majstora". Potreseni Vulis pričao je o njemu mnogima, nakon čega se po književnoj Moskvi počelo pričati o velikom romanu. To je dovelo do prvog izdavanja u časopisu "Moskva" 1966. (u nakladi od 15 tisuća primjeraka). Tamo su se nalazila dva predgovora, Konstantina Simonova i Vulisa.
Cjelokupni tekst romana, zahvaljujući zauzimanju K. Simonova, izašao je već nakon smrti J. S. Bulgakove 1973. godine. Godine 1987. pristup fondu Bulgakova u Odsjeku rukopisa Biblioteke "V.I. Lenjin" prvi je put nakon smrti piščeve udovice bio otvoren za tekstologe koji su pripremali djelo u dva toma izdano 1989. godine, a završni tekst je bio izdan u petom tomu sabranih djela 1990.
Znanost o književnosti koja se bavi proučavanjem Bulgakovljeva života i djelá - "bulgakovedenije" (rus. "булгаковедение") predlaže tri koncepta čitanja romana: povijesno-socijalni (V.J. Lakšin), biografski (Čudakova) i estetski s povijesno-političkim kontekstom (V.I. Nemcev).

## Zanimljive činjenice
- Staljin je telefonirao Bulgakovu 1937. godine (sadržaj njihova razgovora nikome nije poznat). Bez obzira na Veliku čistku 1937. – 1938. ni Bulgakova, ni bilo koga od članova njegove obitelji nisu uhitili.
- Smatra se da su u stanu Bulgakova djelatnici NKVD-a višekratno izvršili premetačinu, te im je bilo poznato postojanje i sadržaj prvobitne verzije "Majstora i Margarite".
- U prvoj redakciji nalazio se (danas u potpunosti izgubljen) detaljan osobni opis "stranca" (Wolanda) dužine 15 rukopisnih stranica, a također i detaljan opis zasjedanja Sinedriona na kojem je bio osuđen Ješua i koje otvara prvo "jeruzalemsko" poglavlje.[16]
- Za vrijeme smrti Ješua Ha-Nocri, za razliku od Evanđelja, ne izgovara ime Boga, nego Poncija Pilata. Prema mišljenju đakona Andreja Kurajeva iz tog razloga (koji nije jedini) jeruzalemsku priču (roman u romanu), s gledišta kršćanstva treba shvaćati kao bogohulnu, - no to, po njegovim riječima, ne znači da se bogohulnim mora smatrati također cijeli roman Majstor i Margarita.[17]
- U jednoj od redakcija roman se nazivao "Sotona".
- Wolanda je u ranim redakcijama zvao Astarot. Međutim, kasnije je to ime promijenio, vjerojatno, zbog toga što se ime "Astarot" asocira s istoimenim demonom, koji se razlikuje od Sotone.
- Kazalište "Varijete" u Moskvi ne postoji i nikad nije postojalo. No sada se nekoliko kazališta ponekad nadmeće za naziv.[18]
- U predzadnjoj redakciji romana Woland govori: "On ima muževno lice, dobro radi svoj posao, i općenito, ovdje je sve gotovo. Vrijeme je!" - što se odnosi na pilota, lik koji je zatim udaljen iz romana. Moguće je da su se te riječi odnosile na Staljina.[19]
- Prema izjavi Jelene Sergejevne zadnje su riječi Bulgakova o romanu pred smrt bile: "Da znaju... Da znaju".
- U Moskvi na adresi ul. Boljšaja Sadovaja, d.10, stan № 50 nalazi se muzej koji govori o životu i stvaralaštvu pisca. Tamo se također odvijaju kazališne predstave, svojevrsne improvizacije djelá Mihaila Bulgakova.

## Adaptacije romana[20]

### Kazališne adaptacije

#### U Rusiji
- Moskovsko kazalište na Taganki, predstava Jurija Ljubimova iz 1977.[21]
- Saratovsko akademsko dramsko kazalište "Karl Marks", predstava Aleksandra Dzekuna, premijera 22. – 23. studenog 1986. godine (predstava se održala dvije noći zaredom).
- Valerij Beljakovič - Kazalište na Jugo-zapadu
- Vladimir Prudkin - MHAT "Gorki", 1984. ("Bal uz svijeće")
- Mihail Zonnenštralj - Moskovsko akademsko kazalište Satire, 1993. ("Šizofrenija, kako je i bilo rečeno")
- Sergej Desnicki - Kazalište kod Nikitskih vrata ("Neobični doživljaji Majstora")
- Roman Viktjuk ("Majstor i Margarita, ili Snovi Ivana Bezdomnog")
- Kirill Ganin - "Majstor i Margarita"
- Sergej Aldonin - Moskovsko dramsko kazalište "K.S. Stanislavski" ("Majstor i Margarita")
- Aleksandr Gorškov - kazalište "NotaBene" ("Majstor i Margarita")
- Sergej Fedotov - Permsko kazalište "Kod mosta" ("Majstor i Margarita")
- Valerij Šackij - Rjazansko državno oblasno kazalište lutaka - "Majstor i Margarita"
- Mjuzikl "Majstor i Margarita"; autor opere-fantazije - Valentin Ovsjannikov: kompozitor, zaslužan kulturni radnik Rusije, osnivač i rukovoditelj Moskovskog dječjeg kazališta estrade. Režiser Leonid Polonski. Premijera - 23. rujna 2009.
- Mjuzikl "Rukopis Majstora" - prvi u Rusiji klasični mjuzikl prema prvim skicama romana. Glazba - Andrej Pronin, libretto - Tatjana Malikova. Umjetnički rukovoditelj - pisac Oleg Roj. Redatelj Dmitrij Isaičev. Premijera - 9. listopada 2010. na sceni TOGUK "Tambovkoncerta".[22]
- Kazalište "Komediant", predstava Aljone Čubarove i Irine Jegorove, predstave po romanu: "Sadova 10. dalje - svugdje…", "Stvarčica", premijera 2008.
- MHT "Čehov", redatelj Janoš Sas

#### U svijetu
- A. Leljavski (BSSR- Bjelorusija, Minsk), 1988., Bjelorusko državno kazalište lutaka
- V. Masljuk (BSSR- Bjelorusija, Minsk), 1988., Državno akademsko rusko kazalište "M. Gorki"
- Harkovsko državno akademsko kazalište lutaka "V.A. Afanasjev" (Ukrajina, Harkiv)
- Graham Young, Velika Britanija
- Frank Kastorf (Njemačka)[23]
- Bruno Maks (Mađarska)
- Aleksandr Marin (Kanada)
- Roman Prošnik (Austrija)
- Stefan Moskov (Bugarska)
- Jonas Vajtkus (Litva)
- Oskaras Koršunovas (Litva)
- Sandu Greku (Moldavija)[24][25]
- Kristian Ljupa (Poljska)
- Kazalište Gešer (Izrael) rock-opera Avija Benjamina "Vrag u Moskvi", režiser Jevgenij Arje, Tel Aviv, 2000.
- Kazalište "I. Franko" (Kijev)
- Kazalište "Gribojedov" (Tbilisi)
- Kazalište Sinetik (SAD, Washington, 2004., 2010.)[26]
- Kazalište "Gavella", Hrvatska, Zagreb[27]
- Makedonski Naroden Teatar (MNT), režija: Ivan Popovski, (Skoplje, Makedonija)

### Ekranizacije
- Pilat i drugi (FRG, TV film, 1971., premijera - 29. ožujka 1972., 90 min) - rež. Andrzej Wajda
- Majstor i Margarita (1972.), film (Italija, Srbija, 1972., 95 min) - rež. A. Petrović
- Majstor i Margarita (Poljska, TV serija, 1988. – 1990., premijera - 20. ožujka 1990., 4 epizode ~370 min) - rež. Maček Vojtyško
- Događaj u Judeji (Velika Britanija, TV film, 1991.) - rež. Paul Bryers
- Majstor i Margarita (Rusija, 1994., film, 240 min/125 min (4 epizode ~205 min)) - rež. Jurij Kara
- Majstor i Margarita (Rusija, TV film, 1996., 142 min) rež. Sergej Desnicki
- Majstor i Margarita (Mađarska, kratkometražni film, 2005., premijera - 5. listopada 2005., 26 min) - rež. Iboja Fekete
- Majstor i Margarita (Rusija, TV serija, 2005., premijera - 19. listopada 2005., 10 epizoda, ~500 min) - rež. Vladimir Bortko
- Majstor i Margarita - foto-projekt, izložba fotografija (Francuska, Rusija, 2008.) - fotograf Jean-Daniel Lorieux[28][29]

### Glazba
- 1992. postavljena je opera Majstor i Margarita bjeloruskog kompozitora Jevgenija Glebova. Glebov je htio napisati operu još 1975. godine, kad se taj roman pojavio u časopisu "Moskva", no tada nije mogao dobiti dopuštenje da ga napiše. Opera se smatra klasikom bjeloruske glazbene književnosti.
- 1995. za simfoniju-fantaziju Majstor i Margarita kompozitoru Andreju Petrovu je uručena Državna nagrada RF.[30]
- Kompozitor Aleksandr Gradskij je 2009. završio 30-godišnji rad nad operom u dva čina, četiri prizora "Bilo ili ne bilo", prema romanu "Master i Margarita".[31]
- Talijanski kompozitor Ennio Morricone napisao je kompoziciju "Il Maestro E Margherita".[32]

## Vanjske poveznice
- Rane redakcije romana
- Moskovski državni muzej "M.A. Bulgakov"
- Majstor i Margarita (na nizozemskom, engleskom, francuskom, ruskom jeziku)
- Bulgakovska enciklopedija. Prema materijalu knjige B.V. Sokolova "Bulgakovska enciklopedija"
- Roman M. Bulgakova Majstor i Margarita: alternativno čitanje
- Prikaz ideja "Fantastične simfonije" Berlioza u romanu M. Bulgakova Majstor i Margarita
- Majstor i Margarita: tajne ekranizacije romana  Arhivirana inačica izvorne stranice od 13. siječnja 2012. (Wayback Machine)
- R. Časovnikov: "Kapica za Majstora"
- Paralelni englesko-ruski prijevod knjige Majstor i Margarita  Arhivirana inačica izvorne stranice od 10. prosinca 2010. (Wayback Machine)